# Oude Kerk (Grootebroek)
De Oude Kerk is een kerk gelegen aan de Zesstedenweg 189 in het Noord-Hollandse Grootebroek. De eenbeukige kerk kwam in de 19e eeuw tot stand met hergebruik van een middeleeuwse toren. 

## Geschiedenis
In de 14e eeuw was reeds op deze locatie een kerk. Bij de reformatie in 1572 ging de kerk over in de handen van de Nederduitsch Gereformeerde Gemeente van Grootebroek. De kerk werd in zijn geschiedenis meerdere malen getroffen door brand. De eerste vond plaats in 1694. In tweede in 1750 waarbij ook een deel van het dorp afbrandde. In 1848 werd de kerk herbouwd op een deel van de oude fundamenten. Op 20 mei 1849 is de kerk ingewijd. 
De toren, die is versierd met spitsboognissen, onderging in 1884 een restauratie. De preekstoel, doopboog, doophek en het klankbord in de kerk stammen uit de 17e eeuw. Het mechanisch torenuurwerk komt uit 1898 en is van Van Bergen. 
Sinds 1972 zijn zowel de kerk als de toren individueel als rijksmonument opgenomen op de monumentenlijst. Eind 20e eeuw werd de kerk gerestaureerd.

## Interieur
Het orgel met twee klavieren is in 1850 gemaakt door L.van Dam en Zonen. Circa 1900 is het orgel voorzien van een pneumatische tractuur door Daniël Gerard Steenkuyl te Amsterdam op advies van Reinhart Gerrit Crevecoeur de beiaardier van de Zuidertoren en organist van de Westerkerk (Enkhuizen).

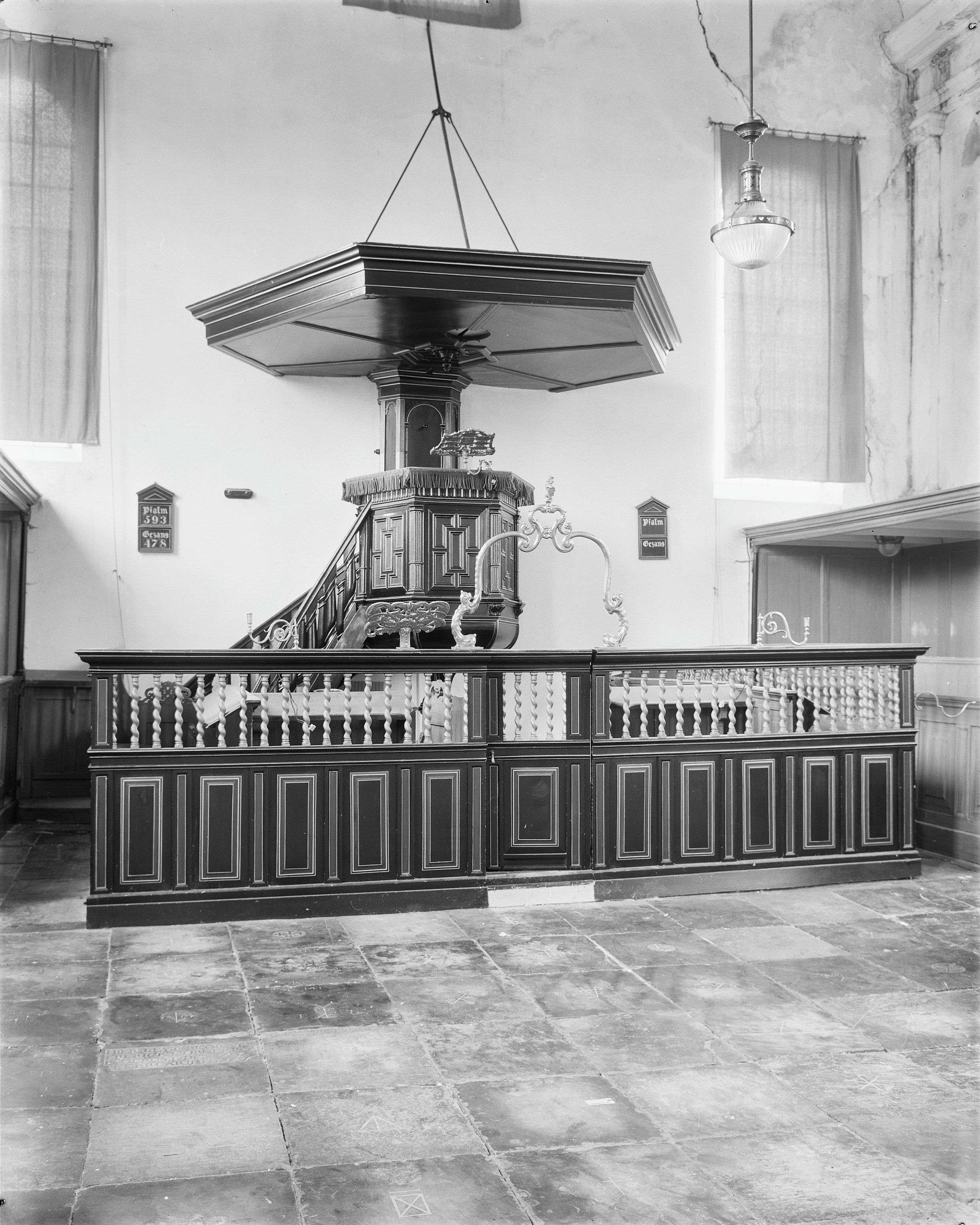
Preekstoel en doophek
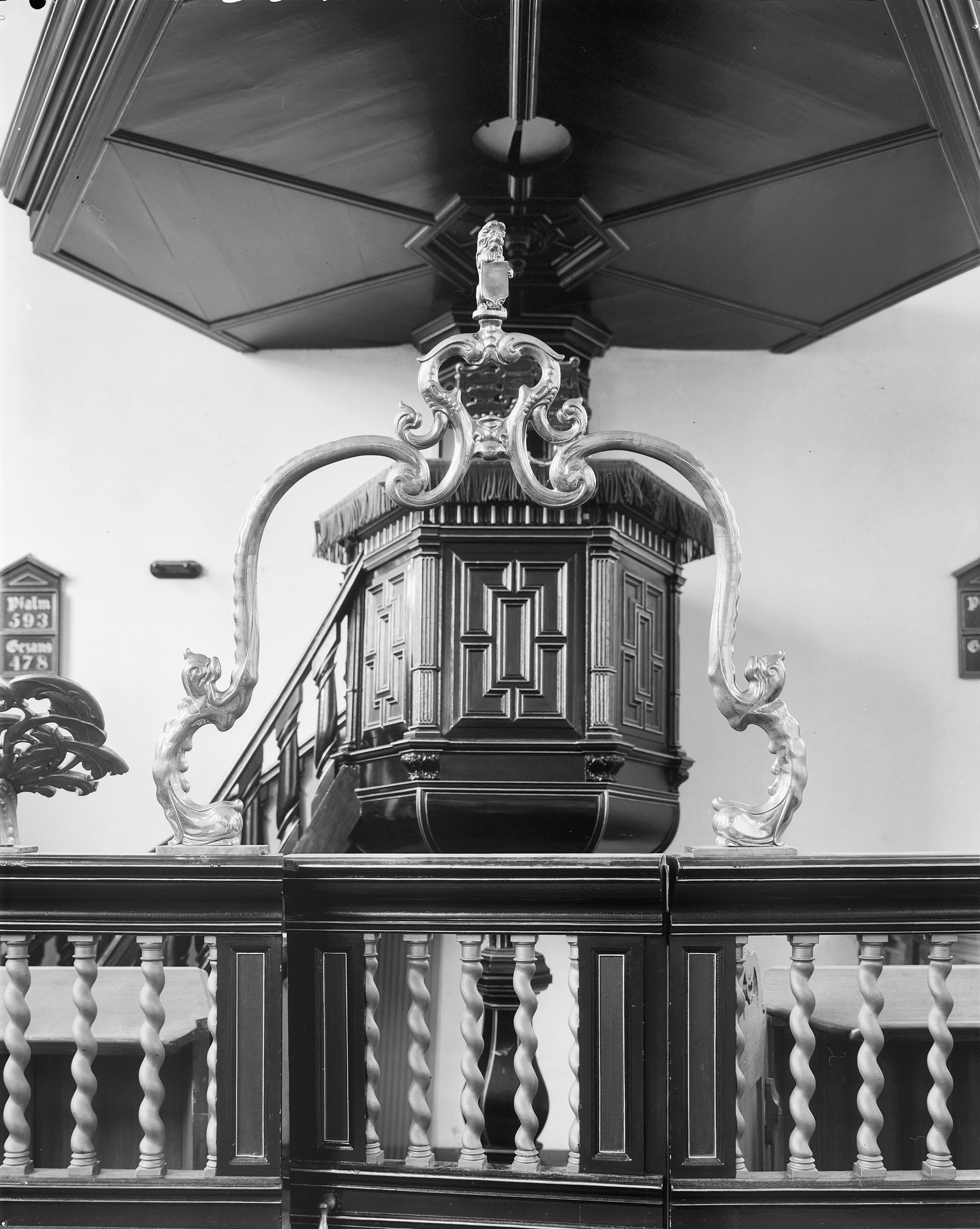
Doopboog
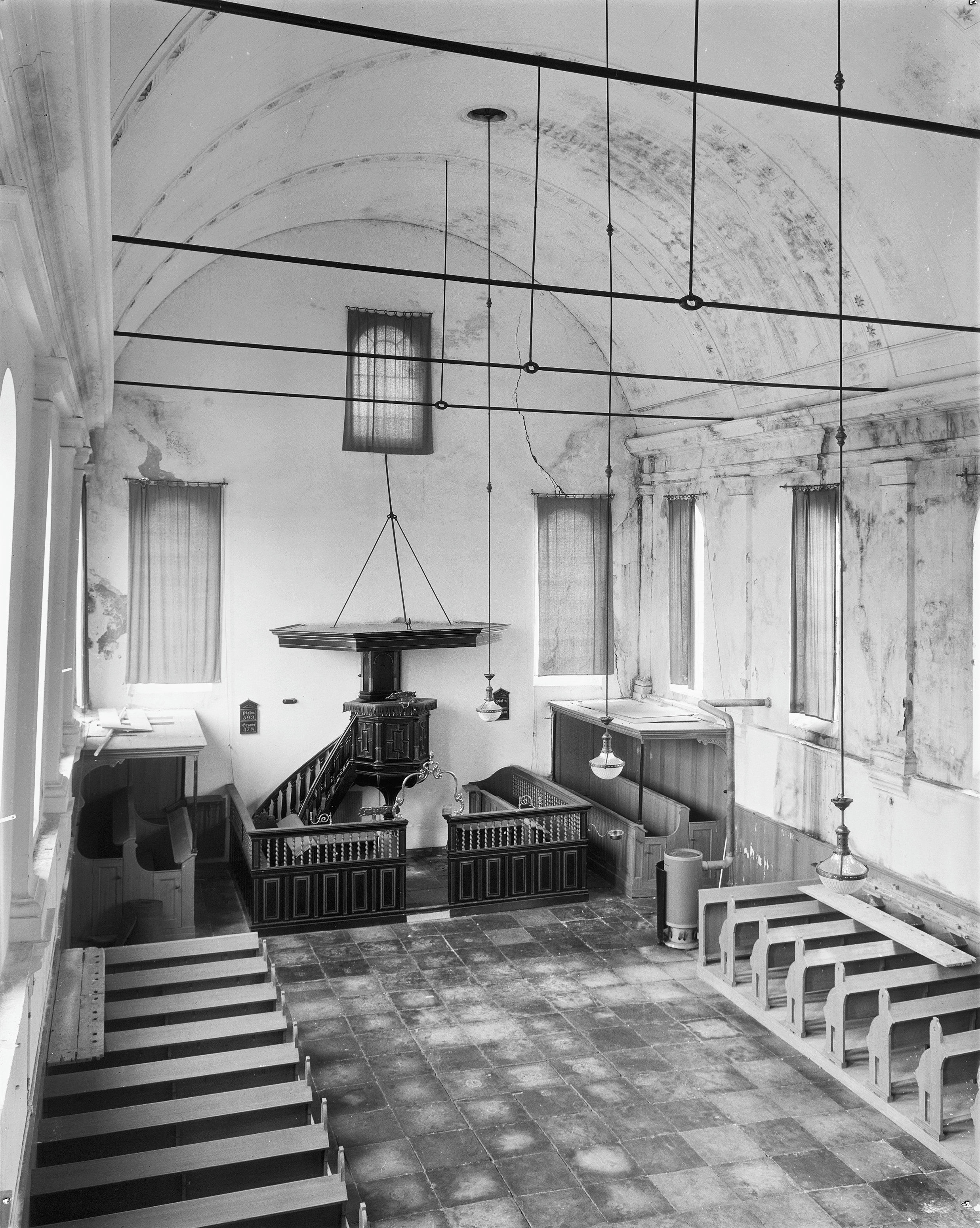
Interieur
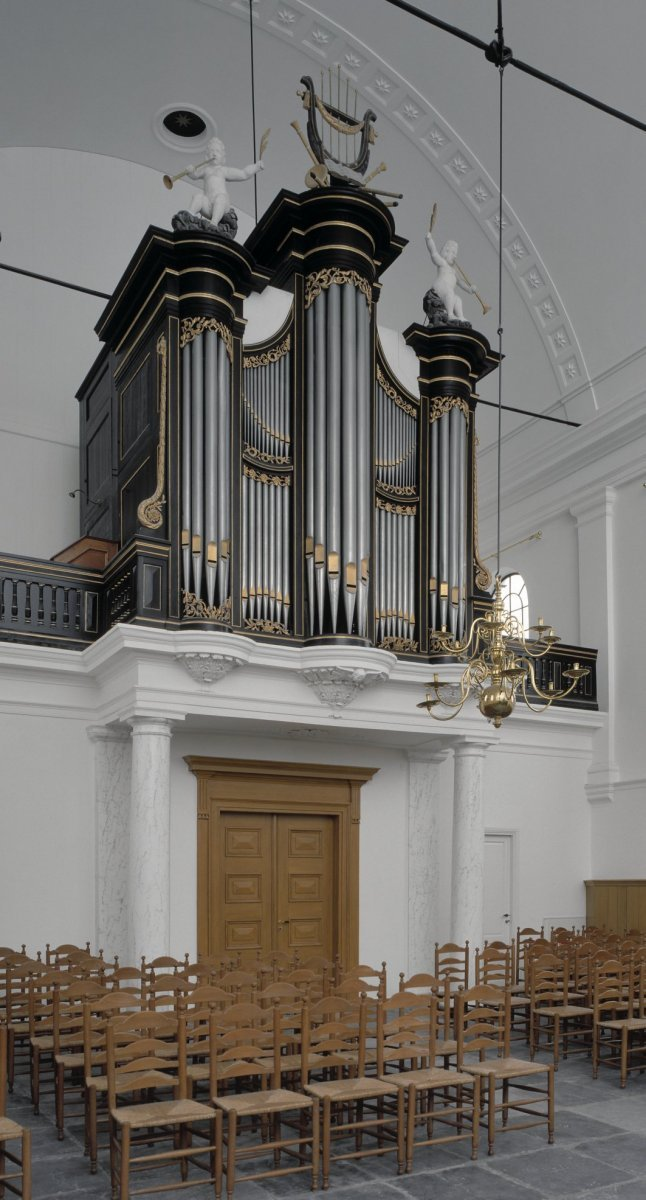
Orgel
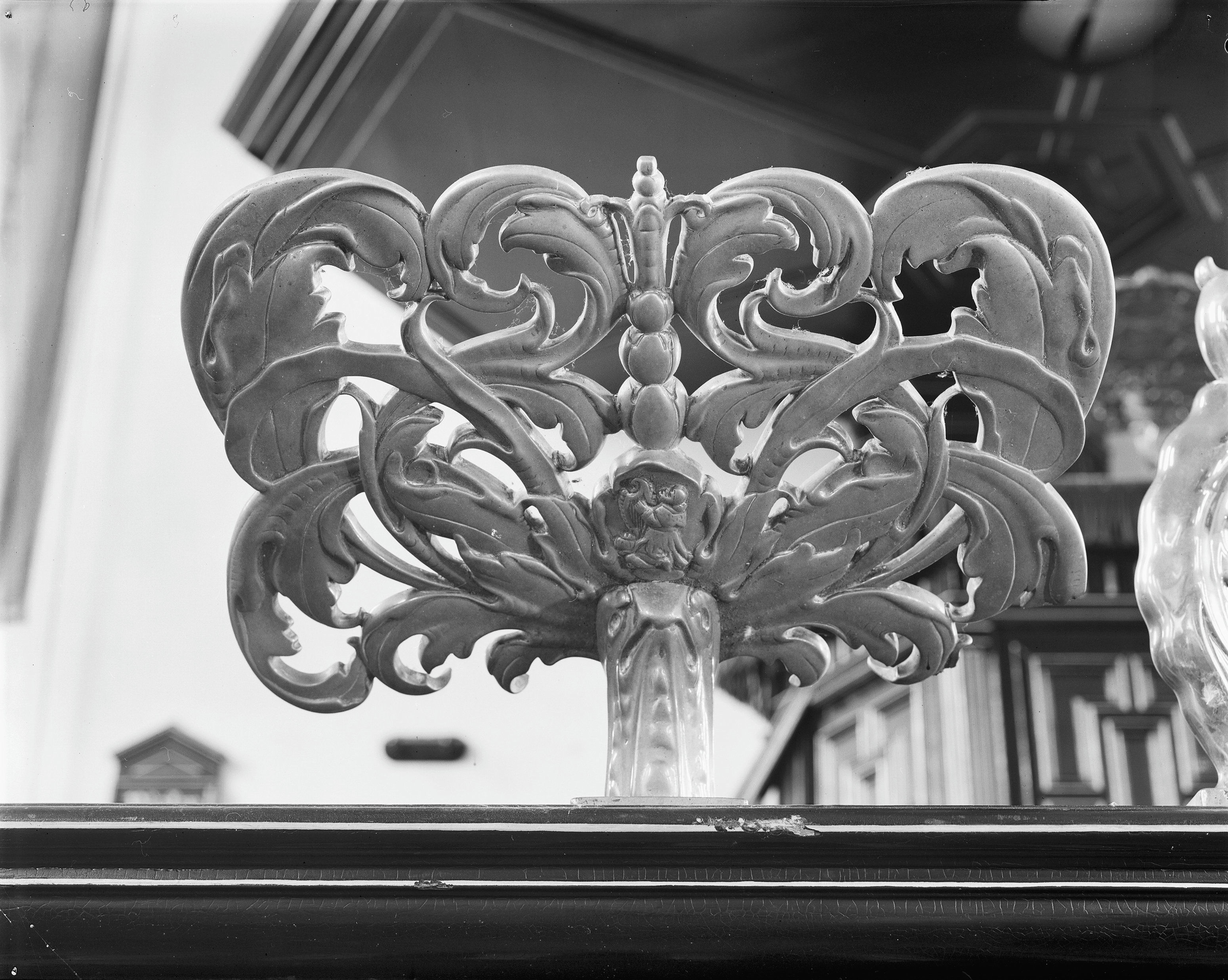
Lezenaar